# مايك تيناي
مايكل ويليام «مايك» تيناي (بالإنجليزية: Michael William "Mike" Tenay)‏ (ولد في 15 أغسطس، 1954) هو مُعلِق في مصارعة المحترفين متقاعد عمل مؤخرًا في منظمة توتال نونستوب أكشن ريسلينغ (تي إن إيه). وقبل أن ينضم إلى تي إن إيه عام 2002، كان تيناي مُعلِقًا في منظمة ورلد تشامبيونشيب ريسلينغ (دبليو سي دبليو) من 1994 حتى 2001. يُعرف تيناي باللقب «البروفيسور» أي الأستاذ ويعتبر مؤرخًا لمصارعة المحترفين بسبب معرفته الشاملة بالمصارعة. وصفه المنتج التنفيذي لتي إن إيه ورئيس منظمة دبليو سي دبليو سابقًا إريك بيشوف بأنه «موسوعة المعرفة المتنقلة».
فاز تيناي بجائزة أفضل معلق تلفزيوني من ريسلينغ أوبسيرفر نيوزلترز خمس مرات.

## المسيرة

### وورلد تشامبيونشيب ريسلينغ (1994-2001)
ظهر مايك تيناي لأول مرة في دبليو سي دبليو كمٌعلِق في حدث إيه إيه إيه وين ذا وورلد كولايد الذي روجت له منظمة دبليو سي دبليو في نوفمبر 1994. حيث علق بعد أن رفض جميع موظفي دبليو سي دبليو (ومنهم المعلق الرئيسي توني شيفاني) التعليق على الحدث. أثناء تعليقه الأول، قام بالتعليق هو وكريس كروز على مباراة لوس جينريكوز (إدي غوريرو وآرت بار) ضد هيجو ديل سانتو وأوغتاغون، وقد حصلت تلك المباراة على تصنيف الخمس نجوم. وبعد نجاح الحدث، تعاقدت دبليو سي دبليو مع عدة مصارعين من الوزن الخفيف (اللوتشادور). لقد بدأ تيناي بالظهور كمُعلِق ضيف أثناء مباريات اللوتشادورس في الأحداث الشهرية بسبب معرفته الشاملة للعوائق والمناورات وتحليله لنفسيات المصارعين. كما ظهر لأول مرة على تلفزيون دبليو سي دبليو في منتصف التسعينات حيث كان يُعلِق على البرامج الثانوية في المنظمة مثل دبليو سي دبليو وورلدوايد، ودبليو سي دبليو ساترداي نايت. لقد عرف باسم «آيرون» مايك تيناي. كذلك كان مذيع الكواليس في حدث أنسينسورد 1995.
في 2 سبتمبر 1996، انتقل تيناي إلى البرنامج الرئيسي في دبليو سي دبليو وهو دبليو سي دبليو نايترو، حيث عمل كمُعلِق ثالث بجوار توني شيفاني وبوبي هينان. وبينما كان هناك، لَقَبه توني شيفاني بـ«البروفيسور» نظرًا لمعرفته الواسعة بعالم مصارعة المحترفين وتاريخها وحركاتها.
بعد افتتاح برنامج أسبوعي جديد يدعى دبليو سي دبليو ثاندر، أصبح تيناي المعلق الرئيسي له بالإضافة إلى مساعدة بوبي هينان وتوني شيفاني. لقد بقي معلقًا في دبليو سي دبليو حتى بيعت المنظمة لمنظمة دبليو دبليو إف في مارس 2001.

### توتال نونستوب أكشن ريسلينغ (2002- حتى الآن)
في أوائل عام 2002، طلب جيف جاريت من مايك تيناي العمل كمعلق في المنظمة الجديدة توتال نونستوب أكشن ريسلينغ. ثم أصبح تيناي صوت المنظمة الجديد عندما أنشئ في يونيو 2002. ومن تلك اللحظة، (مترديًا بذلة توكسيدو) بدأ في التعليق على الأحداث الاسبوعية لتي إن إيه وبرنامج تي إن إيه إكسبلوجن وتي إن إيه إمباكت! والأحداث الشهرية وهو يرتدي بدلة رسمية في كل مرة.
تطورت شخصية تيناي وأصبح الشخصية الأبرز على الشاشة لتي إن إيه. وبعد أن قررت تي أن إيه التبديل إلى تنسيق لجنة الحجز في منتصف عام 2005، تم تعيين تيناي في اللجنة، مما عزز تأثيره المتواضع سابقًا وراء الكواليس. حيث كان يجري المقابلات مع العديد من المصارعين مثل جيف جاريت، الذي لقبه بـ«صوت الجماهير». كما أصبح يقوم بإعلان الأمور المهمة في تي إن إيه (مثل إعلان توقيع ستينغ مع تي إن إيه.
أخذ جوش ماثيوز مكان تيناي كمعلق على البث الأسبوعي لإمباكت ريسلينغ بعد انتقاله من سبايك إلى ديستينايشن أميركا في يناير 2015. وبعد ذلك، استضاف لفترة وجيزة إمباكت ريسلينغ: أنلوكيد حتى إلغائه، وقد ظهر بشكل متقطع كمذيع خلف الكواليس أو بديل المعلق. لقد أدخل جيف جاريت في قاعة مشاهير تي إن إيه. واعتبارًا من ديسمبر 2015، كان تيناي لا يزال يعمل لدى تيإي إيه ولكنه لم يظهر على التلفزيون منذ يوليو. عندما ظهر إمباكت ريسلينغ لأول مرة على بوب في يناير، قال تيناي إن مستقبله كمذيع في إمباكت غير مؤكد.
في يونيو 2016، ظهر تيناي في حلقة من بودكاست The Ross Report مع جيم روس، حيث أوضح أنه غادر تي إن إيه بهدوء وتقاعد من أعمال المصارعة.

## جوائز وإنجازات
- ريسلينغ أوبسيرفر نيوز لترز أواردز
  - أفضل معلق تلفزيوني (1997، 2002، 2003، 2004، 2005)

## وصلات خارجية
- مايك تيناي على موقع IMDb (الإنجليزية)
- مايك تيناي على موقع قاعدة بيانات الفيلم (الإنجليزية)

- صفحة مايك تيناي في موقع تي إن إيه ريسلينغ